# Rudolf Krupiński
Rudolf Krupiński (ur. 17 kwietnia 1872 w Oświęcimiu, zm. 25 czerwca 1949 w Krakowie) – prawnik, dyrektor policji w Krakowie, starosta w Tarnowie.
Od 1903 pracował w Dyrekcji Policji w Krakowie, w 1905 mianowany został komisarzem do spraw politycznych. Tajnie współpracował ze Związkiem Walki Czynnej. Od 1917 został mianowany dyrektorem policji w Krakowie. Pod koniec I wojny światowej mianowany przez Polską Komisję Likwidacyjną dyrektorem Policji Polskiej w Krakowie.
Od 1926 przez 2 lata pełnił obowiązki starosty w Tarnowie. Przeszedł na emeryturę w 1928. Pochowany na cmentarzu Rakowickim.

## Odznaczenia
Odznaczenia Rudolfa Krupińskiego to między innymi:
- Kawaler Orderu Franciszka Józefa
- Złoty Krzyż Zasługi Cywilnej
- Krzyż Jubileuszowy dla Cywilnych Funkcjonariuszów Państwowych